# Inder van Weerelt
Inder van Weerelt (Amsterdam, 14 mei 1980) is een Nederlandse golfprofessional.

## Amateur
Toen hij in 1997 naar Nederland kwam, werd hij lid van de Lochemse G&CC De Graafschap. Tot 2003 zat hij in de Jong Oranje en de Oranje selectie van de Nederlandse Golf Federatie.

#### Gewonnen
- Vijf maal het Nationaal Puntenklassement
- 2002: Duits Amateur Open Kampioenschap

## Professional
In 2003 werd hij professional en deed hij voor het eerst mee aan het KLM Open. Hij haalde de cut, Maarten Lafeber won het toernooi. Verder speelde hij een paar jaar op de PGA EuroPro Tour, met enkele invitaties op de Europese Challenge Tour. Zijn eerste professional overwinning kwam op de Cardrona Hotel Golf & Country Club in Schotland, waar hij het Cardrona Open won met een score van -17. Tweede werd Andrew Oldcorn (1960), voormalig PGA kampioen.

In 2005 haalde hij de finale van de Tourschool, waardoor hij zich kwalificeerde voor de European Challenge Tour, waar hij sindsdien speelt.
 In 2007 speelde hij samen met Joost Luiten, Rolf Muntz en Robin Swane op het Challenge Open op Golfclub Houtrak. Aan het einde van dat jaar eindigde hij als 43ste op de Order of Merit van de European Challenge Tour met een totaal aan prijzengeld van bijna € 34.000. Daarna probeerde hij zich voor de Europese PGA Tour te kwalificeren door naar de Qualifying School te gaan, waar hij na vier rondes eindigde op de 96ste plaats. Alleen de top 71 mochten door naar de laatste twee ronden.
Op de valreep haalde Van Weerelt zijn beste resultaat van het seizoen door in oktober als 6de te eindigen het Open AGF Allianz Côte d’Armor de Bretagne.

In 2008 is zijn beste resultaat een 4de plaats bij het Belgisch Open, terwijl Wil Besseling daar 2de wordt. Hij eindigt op de 34ste plaats van de Order of Merit en mag Ronde 1 en 2 van de Qualifying School overslaan. Op de Q-school wordt hij 11de en wint een tourkaart voor 2009.

In 2009 haalt hij bij het Saint-Omer Open zijn eerste top-10 plaats waardoor hij de week daarop het BMW International Open in München mag spelen.
In 2010 speelt Van Weerelt op de Europese PGA Tour, maar verliest zijn kaart. Op de Tourschool komt hij na de Stage 2 in de play-off met acht spelers die om twee plaatsen spelen. Hij haalt de Final Stage niet en speelt in 2011 enkele toernooien op de Challenge Tour.

#### Gewonnen
PGA EuroPro Tour
- 2004: Cardrona Classic

PGA Holland
- 2011: PGA Kampioenschap, Twente Cup (-10)
- 2012: Golf Duinzicht Invitational
- 2013: Golf Duinzicht Invitational
- 2014: Wouwse Plantage PGA Trophy

PGA Benelux
- 2012: PGA Benelux Trophy
- 2014: Twente Cup (-10)

## Golf Team Holland
Samen met onder anderen Joost Luiten, Wil Besseling en Marjet van der Graaff zat Inder van Weerelt tot 2010 in het Golf Team Holland, waardoor deze spelers extra begeleiding kregen aan het begin van hun professionele carrière. Dat initiatief wordt ook ondersteund door de NGF. Van Weerelt was hiervan het eerste lid.